# Austrolimnophila toxoneura
Austrolimnophila toxoneura är en tvåvingeart som först beskrevs av Osten Sacken 1860.  Austrolimnophila toxoneura ingår i släktet Austrolimnophila och familjen småharkrankar. Inga underarter finns listade i Catalogue of Life.